# Hippolyte Barbier
Pour les articles homonymes, voir Barbier.
Louis Stanislas Hippolyte Barbier (né le 30 août 1808 à Orléans et mort le 2 avril 1864 à Paris) est un ecclésiastique, avocat et littérateur français.

## Publications
- Élévations poétiques, Ébrard, 1836, 288 p.
- Vie de Henri Mondeux : jeune pâtre mathématicien, Paris : A. Appert, 1841
- Les Jésuites : réponse à MM. Michelet et Quinet, Paris : A. Appert, 1843, 288 p.
- Les Mystères du presbytère et de la vie religieuse, Paris: Desloges, 1844.
- Du prêtre, de M. Michelet, et du simple bon sens, Paris : A. Sirou et Desquers, 1845
- Entretiens familiers sur l'Écriture sainte : Histoire de la création, Paris : A. Sirou et Desquers, 1846, 178 p.
- Petite théologie à l'usage de la jeunesse ou entretiens familiers sur la doctrine chrétienne: le symbole, Paris : Sirou & Desquers (Bibliothèque de l'enfance chrétienne), 1847, 359 p.
- Petite théologie à l'usage des gens du monde : Les Commandements, Périsse frères, 1855, 231 p.
- Entretiens sur la morale évangélique: œuvres posthumes, Paris : A. Appert, 1864, 254 p.
- Biographie du clergé contemporain, par un solitaire, en 10 tomes, Paris : A. Appert.
  - Tome 1, 1841.
  - Tome 2, 1841.
  - Tome 3, 1841.
  - Tome 4, 1842.
  - Tome 5, 1843.
  - Tome 7, 1847
  - Tome 9, 1847.

## Distinctions
- Chevalier de la Légion d'honneur (1859)